# ルキウス・カエキリウス・メテッルス・ダルマティクス
ルキウス・カエキリウス・メテッルス・デルマティクス（ラテン語: Lucius Caecilius Metellus Delmaticus、- 紀元前104年）はプレブス（平民）出身の共和政ローマの政務官。紀元前119年に執政官（コンスル）、紀元前114年から紀元前104年まで最高神祇官（ポンティフェクス・マクシムス）を務めた。デルマティクスというアグノーメンはダルマティアでの勝利に由来する。

## 出自

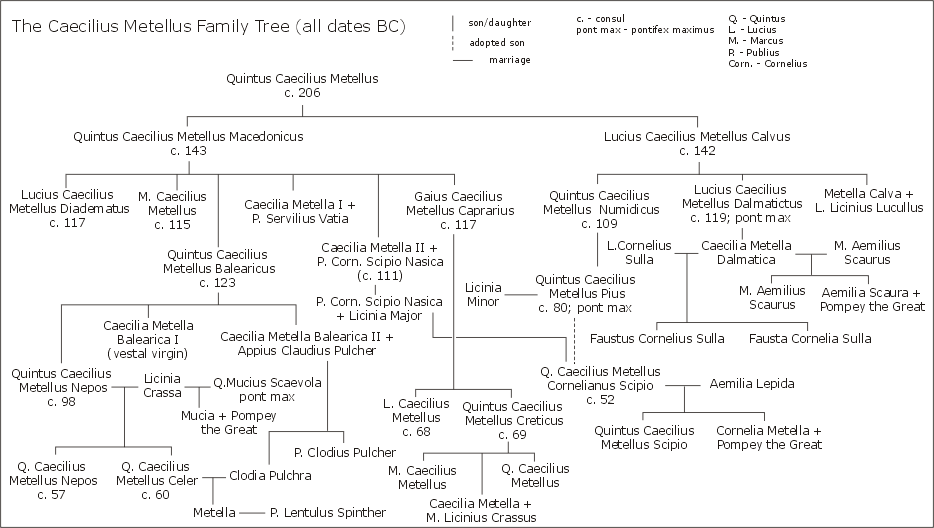
カエキリウス・メテッルス家系図

カエキリウス・メテッルス家の出身。伝説によれば、カエキリウス氏族は火の神ウゥルカーヌスの息子で、プラエネステ（現在のパレストリーナ）の建設者であるカエクルス（en）の子孫とする。メテッルス家は紀元前3世紀の初めに元老院に議席を得た。最初に執政官となったのは紀元前284年のルキウス・カエキリウス・メテッルス・デンテルである。パトリキ（貴族）であるセルウィリウス氏族と協力し、メテッルス家は紀元前140年代から元老院における最も有力な家系となった。特に紀元前123年から紀元前109年にかけては6人の執政官を出している。
デルマティクスは紀元前142年の執政官ルキウス・カエキリウス・メテッルス・カルウスの長男であり、クィントゥス・カエキリウス・メテッルス・マケドニクスのいとこである。弟にはクィントゥス・カエキリウス・メテッルス・ヌミディクスがいる。

## 経歴
デルマティクスに関する記録は紀元前119年に執政官に就任した際が最初であり、それ以前は不明である。逆算すると、紀元前122年以前には法務官（プラエトル）を務めていたはずである。
同僚執政官は、やはりプレプスのルキウス・アウレリウス・コッタであった。同年にガイウス・マリウスが護民官となっているが、これはマリウスがカエキリウス氏族のクリエンテス となったか、あるいは一時的に支援を受けたことが大きい。まもなくマリウスは富裕階級の投票権を制限する法案を提出した。プルタルコスによれば、ルキウス・カエキリウスという人物がこれに反対したが、マリウスはかってのパトロヌス（庇護者）を告訴し、法案を成立させた。ただし、プルタルコスが書くルキウス・カエキリウスはデルマティクスではないかもしれない。
執政官の任期が完了すると、デルマティクスは前執政官として、ダルマティアに赴任する。凱旋式をどうしても実施したかったデルマティクスは、理由もなしに現地人との戦争を始めた。戦争を望んでいなかったダルマティアは降伏し、ローマ軍はサロナ（現在のソリン）で冬営に入った。紀元前117年にローマに戻ると凱旋式を実施し、ダルマティアに対する「勝利」を祝してデルマティクスのアグノーメンを得た。また、勝利を記念してディオスクーリ神殿を拡張するとともに、塗装を新たに行って像をいくつか建てている。
紀元前115年に、ルキウス・カエキリウス・メテッルスという人物が、グナエウス・ドミティウス・アヘノバルブスと共に監察官（ケンソル）となっている。これはデルマティクスか、甥のルキウス・カエキリウス・メテッルス・ディアデマトゥスと思われるが、カピトリヌスのファスティのこの部分が欠落しているため、何れかを断定はできない。メテッルスとアヘノバルブスは元老院議員32名を除名した。この中には前年の執政官ガイウス・リキニウス・ゲタも含まれており、デルマティクスの娘と結婚していたマルクス・アエミリウス・スカウルスは元老院筆頭（セネートゥス・プリンケプス）となっている。
同年 あるいは翌年、最高神祇官（ポンティフェクス・マクシムス）であったプブリウス・ムキウス・スカエウォラの死去に伴い、デルマティクスは終身職である最高神祇官に就任し、紀元前104年に没するまでその職にあった。この職にあっては、ウェスタの処女の姦通罪に関する調査を行っている。

## 子孫
デルマティクスの娘はマルクス・アエミリウス・スカウルスの再婚相手となり、またルキウス・コルネリウス・スッラの4番目の妻となっている。

## 小説
デルマティクスはコリーン・マッカラの "The First Man in Rome"の登場人物の一人である。

## 参考資料

### 古代の資料
- アッピアノス『ローマ史』
- アスコニウス・ペディアヌス
- エウトロピウス『首都創建以来の略史』
- ティトゥス・リウィウス『ローマ建国史』
- プルタルコス『対比列伝』
- キケロ『演説集』

### 研究書
- Broughton T. "Magistrates of the Roman Republic" - New York, 1951. - Vol. I. - P. 600.
- "Caecilius 138" // RE. - No. III, 1 . - P. 1212-1213 .
- Labitzke M. "Marius. Der verleumdete Retter Roms" . - Münster, 2012. - 544 p. - ISBN 978-3-89781-215-4 ..
- Van Ooteghem J. "Gaius Marius" - Bruxelles: Palais des Academies, 1964. - 336 p.
- Wiseman T.  "Legendary Genealogies in Late-Republican Rome" // G & R. - No. 1974. - No. 2 . - P. 153-164 .
- Bédian E. "Cepion and Norban (notes on the decade of 100-90 BC)" // Studia Historica. - 2010. - number X . - P. 162-207 .
- Korolenkov A. "Mariy, Zinn and Metelli" // Herald of Ancient History. - 2013. - No. 4 . - P. 113-122 .
- Korolenkov A., Smykov E. "Sulla" - M .: Young Guard, 2007. - 430 p. - ISBN 978-5-235-02967-5 .
- Trukhina N. "Politics and politics of the "golden age" of the Roman Republic" - M .: Publishing house of the Moscow State University, 1986. - 184 p.